# Eric Gnista
Eric Vilhelm Gnista, född 27 december 1898 i Bodums församling i Ångermanland, död 20 maj 1954 i Stockholm, var en svensk målare och skulptör.

## Biografi
Efter att från början ha arbetat som snickarlärling i Östersund kom Eric Gnista till Stockholm där han 1919–1920 gick en kvällskurs vid Högre Konstindustriella skolan i Stockholm för att lära sig skulptera. Han började som skulptör i en expressiv stil och skickade bland annat in ett originellt bidrag till tävlingen om Engelbrektsmonumentet i Stockholm 1927. År 1938 slog han dock plötsligt om och gick över till måleriet med en uppmärksammad utställning på Färg och Form. Samma år erhöll han Ester Lindahls stipendium och reste 1939 till Frankrike, främst Cagnes för att studera måleri. Efter att ha återkommit till Sverige 1941 ställde han åter ut på Färg och Form. Eric Gnista hade utställningar på Stockholmspostens konstförening 1951–1953 och är representerad på Nationalmuseum i Stockholm och Kalmar konstmuseum.
I klara, kalla färger tolkade han med naiv rättframhet landskapsmotiv från bland annat Norrland och Stockholm. Hans tavlor är besläktade med X-et Erixsons och Eric Hallströms måleri.
Bland hans skulpturer märkes den humoristiska Molnet som ursprungligen var placerad utanför Nationalmuseum, men sedan flyttats till Gripsholms folkhögskola  i Mariefred. Han har också utfört dopfunten i Bodums kyrka (1928).
Eric Gnista är begravd på Bodums kyrkogård.